# Швейцарія на літніх Олімпійських іграх 2012
Швейцарію на літніх Олімпійських іграх 2012 представляли 102 спортсмени.

## Нагороди
| Медаль | Спортсмен      | Вид спорту   | Дисципліна                   | Дата     |
| ------ | -------------- | ------------ | ---------------------------- | -------- |
| Золото | Нікола Шпіріг  | Тріатлон     | Жінки                        | 4 серпня |
| Золото | Стів Ґерда     | Кінний спорт | конкур                       |          |
| Срібло | Роджер Федерер | Теніс        | Чоловіки, одиночний розряд   | 5 серпня |
| Срібло | Ніно Шуртер    | Велоспорт    | Чоловіки, гірський велосипед | 5 серпня |